# Ervat
Ervat (persiska: اروت, اَروَر) är en ort i Iran.   Den ligger i provinsen Mazandaran, i den norra delen av landet, 190 km öster om huvudstaden Teheran. Ervat ligger 819 meter över havet och antalet invånare är 170.
Terrängen runt Ervat är huvudsakligen kuperad, men söderut är den bergig. Runt Ervat är det ganska tätbefolkat, med 111 invånare per kvadratkilometer. Närmaste större samhälle är Kīāsar, 13,7 km öster om Ervat. I omgivningarna runt Ervat växer i huvudsak blandskog.